# Brennio

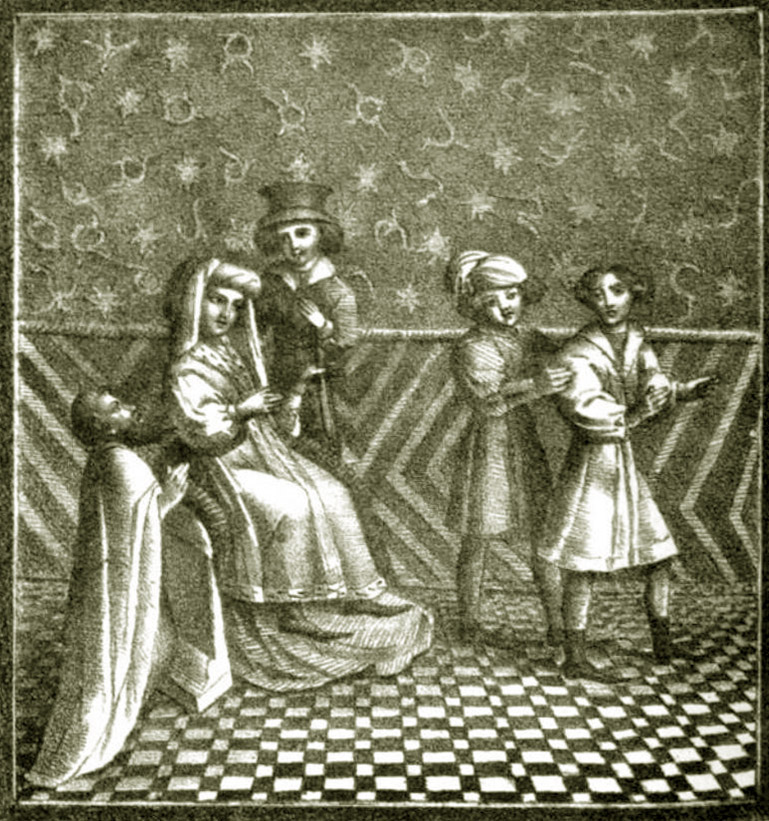
Belino e Brennio sono riconciliati dalla madre, litografia, XIX secolo

Brennio (in latino e in inglese: Brennius) è stato un leggendario sovrano britannico dell'Inghilterra settentrionale e della Scozia, di cui parla Goffredo di Monmouth nella sua Historia Regum Britanniae. Secondo il racconto era figlio di Dunvallo Molmuzio e fratello di Belino. La sua figura è probabilmente basata su quella di Brenno, lo storico condottiero gallico, che nel 390 a.C. saccheggiò Roma coi suoi galli senoni.

## La storia secondo Goffredo di Monmouth
Stando alla cronaca Historia Regum Britanniae, scritta nel XII sec., Dunvallo Molmuzio era riuscito a conquistare la corona del re di Britannia trionfando nella Guerra dei cinque re e imponendo un codice di leggi, che restaurò pace e ordine nel paese. Ma alla sua morte i suoi due figli, Belino e Brennio, entrarono in contesa per decidere chi dovesse succedergli al trono, sicché scoppiò un'altra guerra civile. Dopo molte battaglie, gli amici dei due fratelli riuscirono a far raggiungere ai due un compromesso: Belino divenne re supremo dei Britanni, mentre Brennio ottenne come suo dominio la metà settentrionale del regno, cioè il Northumberland. Cinque anni più tardi però la pace si infranse, allorché Brennio si recò in Norvegia per sposare la figlia del re di quella terra, e Belino, temendo che il fratello stesse cercando alleati per riprendere la lotta per il trono, radunò un esercito per invadere il Northumberland. Sulla via del ritorno, la flotta di Brennio fu intercettata dai danesi, che riuscirono a fare prigioniera la moglie del principe, ma poi si arenarono sulle spiagge britanniche e la donna finì nelle mani del cognato, Belino. Quando anche Brennio raggiunse l'isola, approdando ad Alba, chiese con rabbia la restituzione della sua sposa e dei suoi possedimenti, e al rifiuto opposto dal fratello gli diede battaglia presso la foresta di Calaterium, finendo sconfitto.
Brennio fuggì in Gallia, ove fu accolto dal duca degli Allobrogi, Segnio. Presso di lui si rifece un nome come guerriero, divenendo abbastanza ricco ed influente da ottenere in moglie la figlia del duca e succedendogli dopo la sua morte. A questo punto, non avendo rinunciato alle sue antiche ambizioni, radunò un esercito gallico e si apprestò a invadere la Britannia. Ivi la ripresa della guerra civile fu scongiurata dall'intervento della madre di Belino e Brennio, che persuase i due fratelli a riappacificarsi una volta per tutte.
Ora uniti, Belino e Brennio congiunsero le loro forze e in un anno di guerra sconfissero i Franchi e soggiogarono la Gallia, per poi volgersi verso l'Italia. Giunti alle porte di Roma, ottennero l'atto di sottomissione dei consoli Gabias e Porsenna, che consegnarono ai Britanni ostaggi e pagarono un tributo. Ma come i due fratelli si furono allontanati con le loro truppe verso la Germania, i Romani ruppero l'accordo e inviarono rinforzi ai nemici dei Britanni, che furono quindi costretti a combattere su due fronti. I Britanni riuscirono comunque a prevalere, e Brennio, ansioso di vendicarsi, ritornò a Roma, e l'assediò. Terminata anche questa campagna con successo, Belino rientrò in Britannia, mentre Brennio si impose come sovrano di Roma, che governò con spietatezza fino alla sua morte.

## Sfondo storico
Come pure in altre parti della sua opera, Goffredo di Monmouth trae spunto da fatti ed eventi storici, mescolandoli però con numerosi elementi leggendari. Il personaggio di Brennio allude allo storico condottiero Brenno, che nel 390 a.C. sconfisse i Romani al fiume Allia e dopo occupò l'Urbe; tuttavia le fonti riportano che egli non tentò di imporsi come suo governante, bensì che si accontentò del pagamento di un forte tributo, per poi lasciarla; in più, per quel che si sa, egli apparteneva al popolo dei Senoni, non degli Allobrogi o dei Britanni. Anche i nomi indicati da Goffredo, Gabias e Porsenna, non risultano essere quelli dei consoli all'epoca in carica a Roma; Porsenna potrebbe alludere a Lars Porsenna, che però era un lucumone etrusco, non un magistrato romano.